# Ousmane Alédji
Œuvres principales
- Cadavre mon bel amant
- Omon-Mi
- Imonlè
- Adwa
- Un peuple calme est inquiétant
- Les enfants n'oublient rien

Compléments
http://ousmanealedji.com/
Ousamne Alédji, né le 27 août 1972 à Cotonou, est un écrivain béninois, dramaturge, directeur artistique, directeur d’atelier de formation et auteur de plusieurs pièces de théâtre et de spectacles dans le domaine de la poésie, du théâtre et du conte. Ancien directeur du Festival international de théâtre du Bénin, il est le chargé de mission du Président Patrice Talon

## Biographie

### Origines familiales et début
Ancien enseignant, essayiste et puis journaliste, prince d’origine Yoruba, Ousamne Alédji est un panafricaniste avec une philosophie liée au destin de l’Afrique, fustigeant la domination financière étrangère, la colonisation, le néocolonialisme et ses corolaires.
Auteur de plusieurs textes de poèmes, de nouvelles et de théâtre, il revient au théâtre par la création en 1993 de la compagnie Agbo-N’Koko dont il est responsable et metteur en scène puis deux ans plus tard président de l’association des dramaturges du Bénin depuis janvier 1995. En 2000, grâce à l'une de ses pièces « L’âme où j’ai mal ou Ici la vie est belle », grand prix du théâtre au Burkina Faso,il bénéficie d'une résidence artistique d’écriture à la Maison des auteurs, boursier de Beaumarchais à Limoges en France.
Expert pour l’Afrique de l’Ouest de la Commission internationale de théâtre francophone pendant huit ans, il démissionne le mercredi   23 septembre 2015 de la direction du Festival international de théâtre du Bénin.

### Publication
Il est auteur de plusieurs publications et remporte des prix et distinctions :
- Omon-mi, théâtre, création juin-août 2005, coproduction avec le festival Afrique Noire (Berne Suisse), tournée européenne 2006-2008 et participation au MASA 2007
- Derrière les masques, théâtre 2007
- Contradictions, slam, créé en mars 2007
- Pourrissement, théâtre, créé à Düsseldorf, RFA 2008
- Est-ce ainsi que vivent les hommes, théâtre, créé en 2008 Cologne
- La bêtise de nos pères, théâtre, 2009
- Le temps des mensonges, théâtre, 2009
- Traumatismes, théâtre, créé à Berlin (maison des cultures du monde, 2010)
- Autour d’un verre, théâtre, 2011
- L’Inceste, roman, 2012
- Créez votre spectacle, essai pédagogique, 2013
- Un peuple calme est inquiétant, essai politique, 2015
- Armer l’esprit, essai, 2016
- Remember Rwanda, 2023[5]
- Comment organiser un festival international : cas du plus grand festival de théâtre d’Afrique, essai pédagogique, 2023[5]

## Œuvres
Il est l'auteur de plusieurs textes et pièces de théâtre, de poésie, de contes, et de nouvelles dont :

### Théâtre
- 1987 : Quand le cœur saigne,
- 1993 : L’Héritier
- 1993 : Les Enfants
- 1995 : Amour et sang
- 1996 : Paroles
- 1997 : Mon fou de métier
- 1998 : Sur la route
- 1998 : Et les Nègres se taisaient[6]
- 1999 : L’âme où j’ai mal ou Nos gris-gris de petits rois[6]
- 2001 : Imonle
- 2003 : Cadavre mon bel amant, Ed. Ndzé
- 2004 : Linkpon
- 2005 : Omon-mi
- 2010 : Traumatisme

### Écriture et mise en scène
- 2005 Omon-mi (Mon enfant), par la compagnie Agbo-N’Koko, présenté au Festival de Berne (Suisse) en novembre 2005, au Fitheb à Cotonou (Bénin) en février 2006.
- 2004 Linkpon, par la compagnie Agbo-N’Koko, Festival Théâtre des Réalités, Bamako .
- 2001 Imonle, créée en 2001 par la compagnie Agbo-N’Koko, présenté en 2003 au 20es Francophonies en Limousin.
- 1999 L’âme où j’ai mal ou Nos gris-gris de petits rois, créée en octobre/novembre 1999, par la compagnie Agbo-N’Koko.
- 1998 Et les Nègres se taisaient, 1998, créée pour commémorer les 150 ans de l’abolition de l’esclavage, MASA 1999, 2e prix de * 1999 meilleure création 1999. Tournée au Cameroun, en France, aux États-Unis.
- 1996 Paroles, 1996, représentations au MASA (Côte-d’Ivoire), 1997.

### Poésie
- 1984 Séquelles.
- 1985 Ruines et pisses.
- 1998 Senteur césiarienne

## Galerie

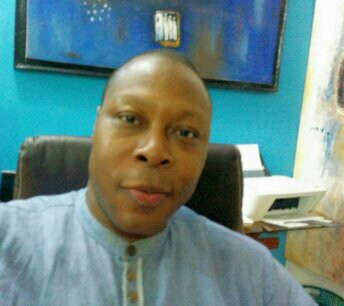
Ousmane Alédji  à Artisttik Africa en 2018.
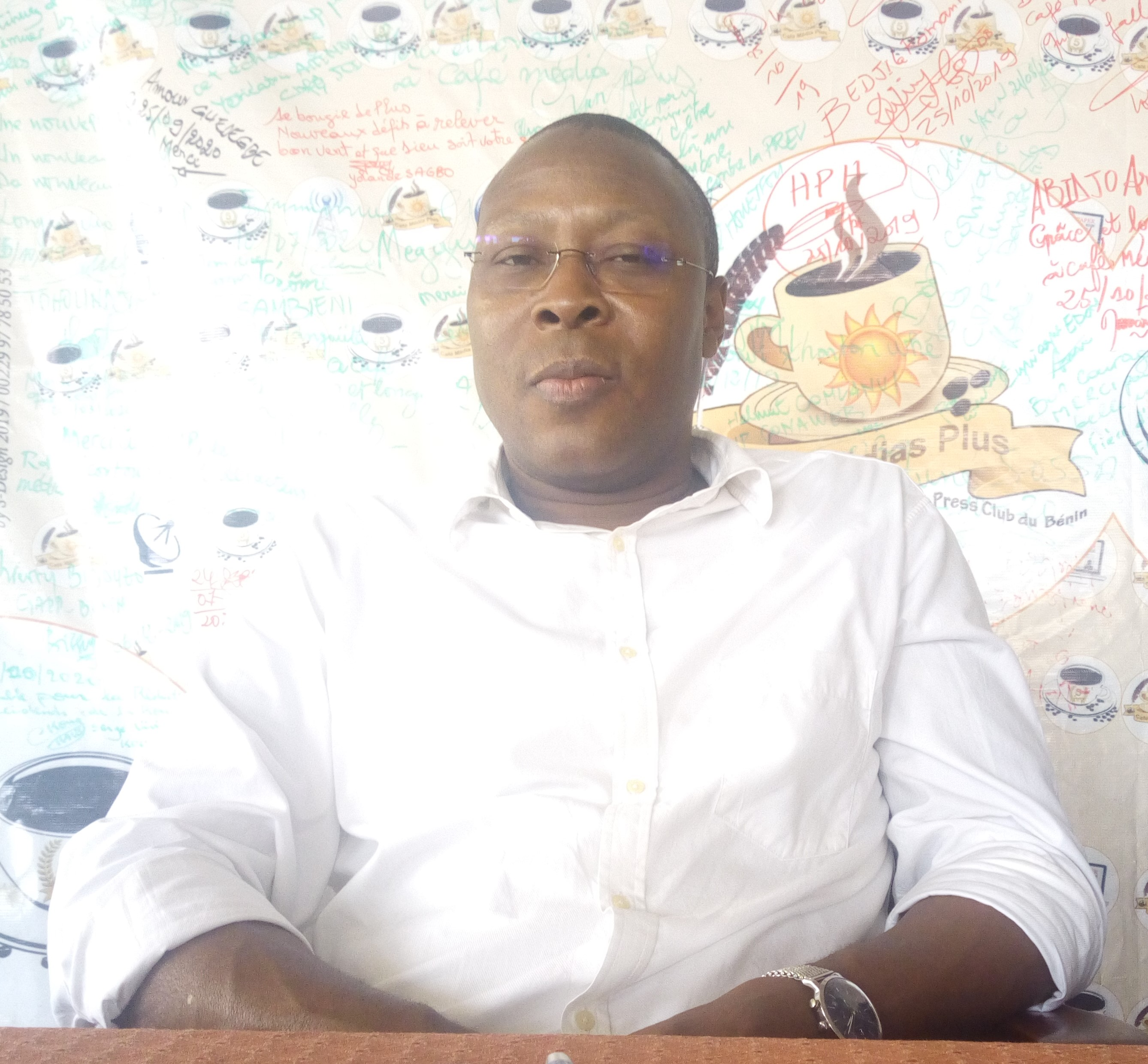
Ousmane Alédji face à la presse le 20 novembre 2020.